# Division II (Schach)
Die Division II ist eine Spielklasse im schwedischen Mannschaftsschach.

## 1953 bis 1987: zweithöchste Spielklasse
1952 beschloss der Kongress des Schwedischen Schachverbandes, die Allsvenskan ab 1953 statt wie bisher im K.-o.-System in Turnieren mit je vier Mannschaften durchzuführen. Die Division II war die zweithöchste Spielklasse, sie wurde in die beiden Parallelstaffeln Norra (Nord) und Södra (Süd) eingeteilt. Die beiden Staffelsieger stiegen in die Division I auf, Dritter und Vierter beider Staffeln stiegen ab und wurden durch die Aufsteiger der Division III ersetzt.
Auf dem Kongress des Schwedischen Schachverbandes 1968 wurde eine Reform der Allsvenskan beschlossen. Infolgedessen bestand in der Saison 1968/69 die Division I aus vier Staffeln mit je sechs Mannschaften, die Division II wurde in dieser Saison nicht durchgeführt.
Nachdem 1969 auf dem Kongress des Sveriges Schackförbund beschlossen wurde, den Austragungsmodus der Mannschaftsmeisterschaft Allsvenskan erneut zu ändern, wurde die Division II wieder als zweithöchste Spielklasse eingeführt. Sie bestand aus vier Staffeln, die zunächst die Bezeichnungen Norra 1, Norra 2, Södra 1 und Södra 2 trugen. Ab der Saison 1980/81 lauteten die Staffelbezeichnungen Norra, Östra (Ost), Södra und Vestra (West). In jeder Staffel spielten acht Mannschaften ein einfaches Rundenturnier. Der Sieger jeder Staffel stieg in die Division I auf, der Siebte und Achte jeder Staffeln stiegen in die Division III ab. In zwei Spielzeiten gab es abweichende Auf- oder Abstiegsregelungen. Während in der Saison 1969/70 die Division III noch nicht eingerichtet war und daher kein Abstieg aus der Division II vorgesehen war, erforderte die Einführung der Elitserien zur Saison 1987/88 abweichende Regelungen in der Saison 1986/87. Die Erstplatzierten stiegen nicht direkt in die Elitserien auf, hatten aber die Chance, sich in einem Qualifikationsturnier mit den Vierten und Fünften der Division I für die Elitserien zu qualifizieren. Die Zweitplatzierten waren für die Division I der Saison 1987/88 qualifiziert, alle übrigen Mannschaften mussten in der Saison 1987/88 in der Division II spielen.

### Sieger

#### 1953 bis 1968
| Jahr | Norra                            | Södra                   |
| ---- | -------------------------------- | ----------------------- |
| 1953 | Wasa SK                          | Skåne SF                |
| 1954 | Schackkamraterna Solna           | Värmlands SF            |
| 1955 | Wasa SK                          | Skåne SF                |
| 1956 | SK Rockaden Stockholm            | SK Kamraterna Göteborg  |
| 1957 | Stockholms Södra SS              | Skåne SF                |
| 1958 | Schack-27 Kamraterna Stockholm   | SK Kamraterna Göteborg  |
| 1959 | Schackkamraterna Solna           | Östergötlands SF        |
| 1960 | Dalarnas SF                      | Schacksällskapet Manhem |
| 1961 | Mälardalen SF                    | Östergötlands SF        |
| 1962 | Jönköpings Schacksällskap        | Schacksällskapet Manhem |
| 1963 | Dalarnas SF                      | Östergötlands SF        |
| 1964 | Gästriklands SF                  | Lunds ASK               |
| 1965 | Östra Schacksällskapet Stockholm | Schacksällskapet Manhem |
| 1966 | Mälardalen SF                    | Västergötland SF        |
| 1967 | Wasa SK                          | Värmlands SF            |

#### 1970 bis 1980
| Saison  | Norra 1                  | Norra 2                   | Södra 1                   | Södra 2                      |
| ------- | ------------------------ | ------------------------- | ------------------------- | ---------------------------- |
| 1969/70 | Akademiska SK Uppsala    | SK Drott Östersund        | Karlskoga SK              | Malmö AS                     |
| 1970/71 | Gnarps SK                | Upsala ASS                | Lundby Schacksällskap     | Ystad Schacksällskap         |
| 1971/72 | Allians Gävle            | SK Rockaden Stockholm     | SK Kamraterna Göteborg    | Lunds ASK II. Mannschaft     |
| 1972/73 | Vällingby Schacksällskap | SK Kristallen Stockholm   | Jönköpings Schacksällskap | Helsingborgs Schacksällskap  |
| 1973/74 | Hägersten SK             | Solna Schacksällskap      | Schacksällskapet Manhem   | Malmö AS                     |
| 1974/75 | Upsala ASS               | Jakobsberg Schacksällskap | SK Kamraterna Trollhättan | Limhamns SK II. Mannschaft   |
| 1975/76 | Hägersten SK             | SK SASS                   | SK Kamraterna Göteborg    | Lunds ASK II. Mannschaft     |
| 1976/77 | Schacksällskapet Luleå   | Södra SS                  | Schacksällskapet Manhem   | Helsingborgs Schacksällskap  |
| 1977/78 | Vällingby Schacksällskap | KH Alliansen-72           | Jönköpings Schacksällskap | Åstorps Schacksällskap       |
| 1978/79 | SK SASS                  | Eskilstuna SK             | SK Kamraterna Trollhättan | Helsingsborgs Schacksällskap |
| 1979/80 | Schacksällskapet Luleå   | Västerås ASK              | Schacksällskapet Manhem   | Malmö Schacksällskap         |

#### 1981 bis 1987
| Saison  | Norra                    | Östra                 | Södra                       | Västra                                 |
| ------- | ------------------------ | --------------------- | --------------------------- | -------------------------------------- |
| 1980/81 | Södra SS                 | KH Alliansen-72       | Malmö AS                    | Lundby Schacksällskap                  |
| 1981/82 | Vällingby Schacksällskap | Västerås ASK          | Helsingborgs Schacksällskap | SS Allians Skänninge                   |
| 1982/83 | Akademiska SK Uppsala    | SK Passanten          | Lunds ASK                   | Eksjö SK                               |
| 1983/84 | SK SASS II. Mannschaft   | SK SASS I. Mannschaft | Rödeby SK                   | Schacksällskapet Manhem II. Mannschaft |
| 1984/85 | Akademiska SK Uppsala    | Schack 08 Norrköping  | Malmö Schacksällskap        | Lundby Schacksällskap                  |
| 1985/86 | SK Passanten             | Linköpings ASS        | Malmö AS                    | Schacksällskapet Manhem II. Mannschaft |
| 1986/87 | Solna Schacksällskap     | Örebro Schacksällskap | Helsingborgs Schacksällskap | SS Allians Skänninge                   |

### Qualifikation zur Saison 1987/88
Die vier Staffelsieger der Saison 1986/87 spielten in zwei Qualifikationsturnieren um die Zulassung zur Elitserien 1987/88, verpassten diese aber und spielten damit in der Saison 1987/88 in der Division I. Für die Division I qualifiziert waren außerdem die Staffelzweiten Schacksällskapet Luleå (Norra), Västerås ASK (Östra), Markaryds SK (Södra) und Eksjö SK (Västra).

## Seit 1987
Durch die Einführung der Elitserien war die Division II ab 1987 nur noch die dritthöchste Spielklasse. Sie bestand zunächst weiter aus vier Staffeln, mit der Aufstockung der Division I ab der Saison 1991/92 auf drei Staffeln wurde auch die Division II auf 6 Staffeln aufgestockt. Durch die Einführung der Superettan als zweithöchste Spielklasse ist die Division II seit der Saison 2007/08 nur noch die vierthöchste Spielklasse. Sie besteht seitdem aus acht Staffeln.